# Molly Morgan
Molly Morgan (21 aprile 1978) è un'attrice statunitense.

## Filmografia

### Cinema
- Effetto Blackout (The Trigger Effect), regia di David Koepp (1996)
- Hiccups (2003)
- A Host of Daffodils (2004)
- Disappearing Bakersfield (2012)
- Meth Head (2013)

### Televisione
- Ai confini della realtà (The Twilight Zone) – serie TV, episodio 1x25 (1985)
- Blacke's Magic - serie TV, episodio 1x00 (1986)
- Dennis the Menace - film TV (1987)
- Autostop per il cielo (Highway to Heaven) - serie TV, episodio 4x05 (1987)
- Alien Nation - serie TV, 13 episodi (1989-1990)
- Giudice di notte (Night Court) - serie TV, episodio 7x20 (1990)
- 13º piano: fermata per l'inferno (Nightmare on the 13th Floor), regia di Walter Grauman - film TV (1990)
- Una bionda per papà (Step by Step) - serie TV, episodio 1x17 (1992)
- Gli amici di papà (Full House) - serie TV, 2 episodi (1993-1994)
- Crescere, che fatica! (Boy Meets World) - serie TV, 2 episodi (1994)
- C-16: FBI - serie TV, episodio 1x05 (1997)
- Clueless - serie TV, episodio 2x16 (1998)
- Due ragazzi e una ragazza (Two Guys and a Girl) - serie TV, episodio 1x09 (1998)
- Becker - serie TV, episodio 2x03 (1999)
- The Dukes of Hazzard: Hazzard in Hollywood - film TV (2000)
- Così è la vita (That's Life) - serie TV, episodio 1x10 (2000)
- The Agency - serie TV, episodio 1x15 (2002)
- She Spies - serie TV, episodio 1x04 (2002)
- Joan of Arcadia - serie TV, episodio 2x15 (2005)
- Due uomini e mezzo (Two and a Half Men) - serie TV, episodio 4x16 (2007)
- The Big Bang Theory - serie TV, episodi 3x03-8x16 (2009-2015)
- The Forgotten - serie TV, episodio 1x08 (2009)
- Bones - serie TV, episodio 5x19 (2010)
- Weeds - serie TV, episodio 6x02 (2010)
- Law & Order: LA - serie TV, episodio 1x13 (2011)
- Dexter - serie TV, episodio 6x10 (2011)
- Il risolutore (The Finder) - serie TV, episodio 1x05 (2012)
- The Real O'Neals - serie TV, episodio 1x03 (2016)
- Baskets - serie TV, episodio 1x09 (2016) - cameo